# Paratomicobia flavios
Paratomicobia flavios är en stekelart som beskrevs av Girault 1915. Paratomicobia flavios ingår i släktet Paratomicobia och familjen puppglanssteklar. Inga underarter finns listade i Catalogue of Life.